# 勝誠二
勝 誠二（かつ せいじ、1961年3月5日 - ）は神奈川県出身のベーシスト、作曲家、歌手。音楽バンド「Custer Custar」の音楽プロデューサーも務める。

## 概要
KODOMO BANDに1983年に脱退した湯川トーベンの後任のベーシストとして加入、1986年に脱退し、1989年にフォーライフ・レコードからソロデビュー。以後作曲家、ウクレレ奏者として様々な楽曲を手がけている。
別名義にKATZ（カツ）、ヘフナー勝（ヘフナーかつ）、ウクレレ界の貴公子、ウクレレ界のヨン様、などがある。

## ディスコグラフィー（ソロのみ）

### シングル
- PLEASE MY LOVE（1989年9月21日）
  - PLEASE MY LOVE
  - 夢のかたち
- 君はせつなくて（1990年11月21日）
  - 君はせつなくて
  - 愛がわからない
- 始まりの唄（1998年12月1日）※石動拳三とのデュエット
  - 始まりの唄
    - 映画『CG版ビーストウォーズメタルス 超生命体トランスフォーマー』オープニングテーマ

  - 果てしないこの宇宙(SORA) へ
    - 映画『CG版ビーストウォーズメタルス』エンディングテーマ

### アルバム
- Yo-Yo-Yo（1989年3月21日）
- ROMANCE BOX（1989年11月21日）
- すべてはラブストーリー（1991年3月21日）
- CIDER POP!!（2011年）
- GET HAPPY!!（2012年）
- J（2013年）
- Katz fula song1（2014年）
- KATZBEST（2015年）
- perfect circle（2016年）
- Do You?（2017年）

### その他
- Hello!タフネス - 映画『CG版ビーストウォーズ 激突!ビースト戦士』エンディングテーマ（1998年）
- 風の勲章 - アニメ『冒険遊記プラスターワールド』後期オープニングテーマ（2003年）
- なかよしじゅうにエトセトラ - 『しまじろうのわお!』ダンスのコーナー（2009年）

## 楽曲提供

### 作曲・編曲
- せかいはパラダイス（歌:しまじろう、みみりん、とりっぴい、にゃっきい） - 『しまじろうのわお!』ダンスのコーナー（2016年）

### 作曲
- ぼくはきかんしゃトーマス - 『きかんしゃトーマス』挿入歌（1991年）
- STORMY LOVE（歌:The NaB's） - テレビアニメ『FIRESTORM』オープニングテーマ（2003年）

他多数